# Arkham Asylum
Arkham Asylum ist eine Medienmarke im Besitz des US-amerikanischen Time-Warner-Konzerns. Unter dem Namen sind Comicpublikationen und graphische Romane, Animationsfilme sowie Computer- und Konsolenspiele veröffentlicht worden. Die unter dem „Arkham“-Label veröffentlichten Produkte erzählen Geschichten um die fiktive psychiatrische Anstalt „Elizabeth Arkham Asylum for the Criminally Insane“. Diese befindet sich in der fiktiven Stadt Gotham City innerhalb des DC-Universums. Zumeist stehen die betreffenden Geschichten in enger Beziehung zu den Abenteuern der Superhelden-Figur Batman.
Während das Arkham Asylum als fiktive Einrichtung seit den 1970er Jahren existiert, werden erst seit Ende der 1980er Jahre Medien unter dem Namen „Arkham Asylum“ veröffentlicht, so Comics und graphische Romane durch den zum Warner-Konzern gehörenden Verlag DC Comics sowie andere Medien durch andere Tochterfirmen des Konzerns.
Der Name Arkham stammt von der gleichnamigen fiktiven Stadt ab, welche von H. P. Lovecraft, im Zuge seiner Horror-Literatur, erdacht wurde und in welcher viele seiner Kurzgeschichten spielten, oder erwähnt wurde. (siehe Arkham Zyklus bzw. Cthulhu-Mythos).

## Der fiktive Schauplatz „Arkham Asylum“
Der Autor Dennis O’Neil stellte das Asylum erstmals in der Geschichte Threat of the Two Headed Coin in dem im Oktober 1974 veröffentlichten Comicheft Batman #258 vor. In dieser Geschichte, wie auch in den meisten seither erschienenen Publikationen, in denen es eine Rolle spielt, dient das Arkham Asylum als eine Einrichtung für geistig abnorme Rechtsbrecher, die im juristischen Sinne als unzurechnungsfähig gelten. Hier werden daher nach ihrer Ergreifung jene Widersacher des Superhelden und Vigilanten Batman eingewiesen, die nicht in normale Gefängnisse eingesperrt werden können.
Als Psychiatrie, in der ein großer Teil der bekanntesten und schillerndsten Batman-Gegenspieler, wie z. B. der Joker, der Riddler oder Two-Face untergebracht werden, wann immer sie sich in der Obhut der Behörden befinden, hat sich das Arkham Asylum mit der Zeit zu einem festen Bestandteil der Welt, in der die Batman-Geschichten angesiedelt sind, entwickelt. Als ein Fixum innerhalb der Batman-Mythologie kann es spätestens seit den frühen 1980er Jahren gelten. Damals begann der Autor Len Wein damit, die Einrichtung als einen eigenständigen Handlungsschauplatz genauer in den Fokus zu nehmen, anstatt sie nur wie bisher in ephemeren Randsequenzen am Anfang oder Ende einer Batman-Geschichte kurz als den Ort zu zeigen, aus dem bestimmte Batman-Schurken zu Beginn eines Abenteuers ausbrechen beziehungsweise an dem sie zum Ende einer Geschichte, nach ihrer Ergreifung, eingeliefert werden. Indem Wein das Arkham Asylum in seinen Geschichten als einen mit großer Häufigkeit wiederkehrenden Handlungsort verwendete, etablierte er es als einen locus recidivius (ein Ort des Rückfalls) innerhalb von Batmans Welt. Seltener taucht das Asylum seit den 1980er Jahren auch in Geschichten zu anderen Figuren im Programm von DC Comics auf, so zum Beispiel in Geschichten über Figuren wie Superman (z. B. in dem Vierteiler Superman: Arkham von 2000), Black Orchid oder Sandman.

## Die Marke „Arkham Asylum“
Als eine eigenständige Marke, die als Titel von Publikationen dient, firmiert das Arkham Asylum seit der Veröffentlichung des graphischen Romans Arkham Asylum. A Serious House on Serious Earth von Grant Morrison und Dave McKean aus dem Jahr 1989. Seit den 1990er Jahren hat das Arkham-Konzept sich in begrenztem Umfang von seinem Ursprung als einem Bestandteil der Batman-Comics abgekoppelt und verselbständigt, indem es selbst zum Mittelpunkt von Geschichten geworden ist, in denen Batman nur am Rand oder gar nicht auftaucht. Die Geschichte Waxman and the Clown, die 1999 in den Ausgaben #80-82 der Serie Shadow of the Bat erschien beleuchtet beispielsweise ausschließlich die persönlichen Beziehungen der Insassen des Arkham Asylums zueinander und zum Wach- und Pflegepersonal, während Batman in ihr – obwohl sie unter dem Batman-Titel erschien – überhaupt nicht auftaucht. Die im Jahr 2008 veröffentlichte Miniserie Arkham Asylum. Living Hell, eine düstere Meditation über die Abgründe psychischer Abnormität, wie sie sich in Arkham konzentrieren, in der Batman nur kurz in einigen Rückblenden auftritt, verzichtete schließlich ganz auf die Nennung von Batman in ihrem Namenstitel und erhob stattdessen das Arkham Asylum zum titelgebenden Träger der Publikation, womit das Arkham-Konzept sich gewissermaßen als eigenständige Marke neben der Batman-Marke emanzipierte.

## Ausgestaltung des Arkham-Konzeptes innerhalb der fiktiven Welt des „DC-Universums“
Die bis heute weitgehend unverändert gebliebene Hintergrundgeschichte des Arkham Asylums wurde 1989 von dem Autor Grant Morrison in seinem bereits erwähnten graphischen Roman Arkham Asylum. A Serious House on Serious Earth entwickelt: Morrisons zwischen zwei unterschiedlichen Zeitebenen hin und her springende Geschichte erzählt einerseits, wie sich das herrschaftliche Landhaus der Familie Arkham (Arkham Mansion) am Stadtrand der Metropole Gotham City von den 1890er bis in die 1920er Jahre auf Betreiben des brillanten – aber überspannten – Psychologen Amadeus Arkham, des Erben des Familienvermögens, vom Stammsitz der Arkhams zu einer Psychiatrie entwickelte. Auf der zweiten Zeitebene wird eine Häftlingsrevolte in der Gegenwart, also den späten 1980er-Jahren, beschrieben, während der die Insassen, unter ihnen zahlreiche wiederkehrende Widersacher Batmans, die Kontrolle über die Anstalt übernehmen. Um die von ihnen als Geiseln genommenen Angestellten zu retten, muss Batman in das Asylum eindringen und sich zahlreichen seiner Feinde stellen, wobei es außer zu körperlichen Auseinandersetzungen vor allem zu zahlreichen psychisch aufwühlenden Konfrontationen kommt.
In den 1990er Jahren wurde die jüngere Vergangenheit und die „Gegenwartsgeschichte“ der Einrichtung weitgehend durch den Autoren Alan Grant ausgearbeitet. In dem Vierteiler The Last Arkham, der erstmals in der Serie Shadow of the Bat #1–4 von 1992 veröffentlicht wurde, erzählt Grant, wie Jeremiah Arkham, ein Neffe des Anstaltgründers Amadeus, die Leitung der Anstalt übernimmt, große Teile des alten düsteren „Geisterhauses“ abreißen und durch einen steril-modernistischen High-Tech-Bau ersetzen lässt. Batman lässt sich in dieser Geschichte in die Anstalt einweisen, um einer geheimnisvollen Ausbruchsserie aus der perfektionierten Hochsicherheitsanlage auf den Grund zu gehen. Dabei studiert er die Behandlungsmethoden von Jeremiah Arkham sowie die von diesem durchgeführten Umbauten. Dem Leser werden dabei tiefe Einblicke in das Innenleben der Anstalt gewährt.
Zu Beginn der Knightfall-Storyline von 1993 wird der moderne Hightech-Neubau des Asylums im Zuge eines von dem südamerikanischen Terroristen Bane inszenierten Massenausbruchs zerstört (Batman #491). Nachdem die meisten Arkham-Insassen anschließend im Zuge der Knightfall-Saga allmählich, einer nach dem anderen, wieder ergriffen werden, werden diese bis auf Weiteres – bis eine neue dauerhafte Unterbringungsmöglichkeit anstelle des zerstörten Asylums gefunden ist – in Blackgate, dem regulären Gefängnis von Gotham City untergebracht: Dort wird ein Flügel der Strafanstalt von regulären Gefangenen geräumt und bis auf Weiteres als Ort zur Unterbringung der Geisteskranken aus Arkham genutzt. Die Konflikte der provisorisch in Blackgate untergebrachten Arkham-Insassen und der regulären Strafgefangenen von Blackgate wird in dem Zweiteiler "Madmen across the Water", der 1994 in der Serie Showcase veröffentlicht wurde (Autor: Alan Grant; Zeichner: Tim Sale), geschildert.
In dem Zweiteiler The King of Comedy von 1995 wird schließlich beschrieben, wie die Anstalt von Arkham in das Landhaus „Old Mercey Mansion“ verlegt wird. Grund hierfür ist, dass die zerstörte Anstalt sich als nicht wieder instandsetzbar erweist. Das neue Asylum ist ein sich riesenhaft auftürmendes, düsteres Gebäude, das sich in einem Außenbezirk von Gotham City befindet: Architektonisch ist es eine Mischung aus dem englischen Landhausstil und der Gotik. Charakteristisch sind vor allem seine sich konvulsisch-unübersichtlich durch den Bau schlängelnden düsteren Korridore, die das Asylum zu einer Mischung aus Labyrinth und Geisterhaus machen. Das neue Asylum ähnelt damit weitaus mehr dem ursprünglichen Arkham Asylum als dem modernistischen Neubau der Geschichten von 1992/1993.
Die Autoren Grant Morrison und Alan Grant können als jene Autoren gelten, die – zusammen mit Künstlern wie McKean, Brian Stelfreeze und Norm Breyfogle – das (von leichten Variationen abgesehen) bis heute gültige optische Erscheinungsbild des Arkham Asylums als einem bedrohlich-unheilschwangeren „Geisterhaus/Ort des Schreckens“ im Stil der Architektur der Gotik entwickelt haben. Außerdem standardisierten sie das „Innenleben“ des Gebäudes, welches zuvor als unvertiefte Kulisse behandelt wurde, deren Ausgestaltung und Ausstattung von Geschichte zu Geschichte variierte. So wurde das Gebäude wie ein reales Objekt mit festen Bauplänen  behandelt, durch die die Anordnung der verschiedenen Räume, ihre funktionale Zuordnung und viele weitere Details genauer festgelegt sind, wodurch das Sanatorium in seiner Ausgestaltung seither eine gewisse Konsistenz aufweist.

### Insassen
In mehreren Publikationen wiederkehrende Insassen des Arkham Asylums:
| - Abbatoir, alias Arnold Etchison - Alberto Falcone - Amadeus Arkham - Amygdala, alias Aaron Helzinger - The Answer, alias Mike Patten - Black Mask, alias Roman Sionis - Calendar Man, alias Julian Day - Cavalier, alias Mortimer Drake - Calibax, alias Charles - Clayface III, alias Preston Payne - Cornelius Stirk - Crazy Quilt, alias Paul Dekker - Death Rattle, alias Erasmus Rayne - Doctor Destiny | - Doctor Phosphorus, alias James Satorius, - Egghead, alias Simon Ecks - Flamingo - Film Freak, alias Burt Weston - Firefly, alias Garfield Lynns - Floronic Man, alias Jason Woodrue - Great White Shark, alias Warren White - Gray Abbott - Harley Quinn - Harpy, alias Iris Phelios - Hugo Strange - Humpty Dumpty, alias Humphrey Dumpler - Jeremiah Arkham - Jigsaw Man, alias Greg Rourke | - Joker - Julie Cesar - Key - "Kid Gloves" McConell - Killer Croc, alias Waylon Jones - Killer Moth, alias Dury Walker - Kryppen - Mad Dog, alias Martin Hawkins - Mad Hatter, alias Jervis Tetch - "Mad Dog" Markham - Magpie, alias Margret Pye - Maxie Zeus, alias Max Zlodsky - Mime, alias Camilla Ortin - Mr. Freeze, alias Victor Fries - Mr. Zsasz, alias Victor Zsasz - Phosphorus Rex - Poison Ivy, alias Pamela Isley | - Professor Milo - Professor Pyg, alias Lazlo Valentin - Riddler, alias Edward Nigma, alias Edward Nashton - Samantha - Santa Klaus - Scarecrow, alias Jonathan Crane - The Spook, alias Val Kaliban. - Tweedle Dee, alias Deever Tweed - Tweedle Dum, alias Dumfree Tweed - Two Face, alias Harvey Dent - Ventriloquist, alias Arnold Wesker - Vox - Wild, alias Max Wilde |

Figuren, die in einzelnen Geschichten als Insassen des Arkham Asylums auftauchen:
| - Albert Blum - Adam Strange - Ambush Bug - Bane - Batman - Bob Overdog - Bradbury (Devil's Asylum, 1995) - Tommy Carma - Cheetah, alias Barbara Minerva - Deadshot, Floyd Lawton - Defenestrator - Doodlebug, alias Deadalus Boch - Egghead | - Everard Mallitt - Jean Loring - Junkyard Dog - Kobra - Kryppen, Giftmörder - Lock-Up - Lunkhead - Nightwing, als Pierrot Lunaire - Pickaxe McCoy - Pinhead - Psycho Pirate - Professor Powder - Ra’s al Ghul, als "Terry Gene Kase" | - Rob Frazier - Rudy Heinkel - Sarter the Suicide Freak - Rupert Thorne - Solly Bean, Kannibale - Superman - Sweeney - Tenzin Wyatt - Toni LePoni - Toyman, alias Winslow Shott - Vernon Jameson - Waxman - Zatanna |

## Veröffentlichungen unter dem Namen „Arkham Asylum“
Graphische Romane unter dem Namen „Arkham Asylum“:
- Arkham Asylum. A Serious House on serious Earth. 1989 (von Grant Morrison und Dave McKean)
- Batman: The Last Arkham. 1995 (von Alan Grant und Norm Breyfogle)
- Arkham Asylum. Madness. 2010 (von Sam Keith und Dave Stewart)

Comicveröffentlichungen unter dem Namen „Arkham Asylum“:
- Devil’s Asylum. 1995 (One-Shot von Alan Grant und Brian Stelfreeze)
- Arkham Asylum. Tales of Madness. 1998 (One-Shot von Alan Grant und Dave Taylor)
- Arkham Asylum. Living Hell. 2003 (sechsteilige Miniserie von Dan Slott und Ryan Sook)
- Arkham Reborn. 2010 (dreiteilige Miniserie von David Hine und Jeremy Haun)
- Arkham War. 2013 (One-Shot von Peter J. Tomasi und Scot Eaton)

Computer- und Konsolenspiele unter dem Namen „Arkham Asylum“:
- Batman: Arkham Asylum. 2009
  - Fortsetzungen: Batman: Arkham City, Batman: Arkham Origins und Batman: Arkham Knight